# Пясецкий, Валерий Владимирович
Валерий Владимирович Пясецкий (род. 12 марта 1961 в Москве) — российский пианист и музыкальный педагог. Заслуженный артист России (2000).  Профессор Директор ЦМШ—АИИ (Центральная музыкальная школа – Академия исполнительского искусства) с 2016 года

## Биография
Родился 12 марта 1961 года в Москве. Начал заниматься музыкой в 5 лет по инициативе отца. Первым преподавателем стала Анна Даниловна Артоболевская — будущий заслуженный артист Российской Федерации (жил с ней в одном подъезде).
С 1968 по 1979 год учился в Центральной музыкальной школе при Московской государственной консерватории им. П. И. Чайковского. Занимался в классе Заслуженного учителя России Анны Артоболевской.
С 1979 года по 1984 год студент Московской государственной консерватории им. П. И. Чайковского. Учился в классе профессора А. Наседкина. Окончил консерваторию с отличием.
С 1986 по 1988 год проходил ассистентуру-стажировку в Московской консерватории.
Окончив консерваторию, начал работать Центральной музыкальной школе. С 2001 года заведующий отделом специального фортепиано.
С 1994 года преподавал на кафедре специального фортепиано Московской консерватории. Начинал с должности ассистента, а с 1999 года получил собственный класс.
С 1999 года доцент, с 2009 года — профессор кафедры специального фортепиано.
Его ученики принимали участие в музыкальных фестивалях Европы, Азии и Америки. Многие из них выступали с симфоническими и камерными оркестрами под управлением именитых дирижёров — Валерия Гергиева, Владимира Ашкенази, Владимира Спивакова, Юрия Башмета, Михаила Плетнёва, Александра Сладковского, Владимира Федосеева, Александра Рудина, Юрия Симонова, Саулюса Сондецкиса, Валентина Урюпина и других зарубежных и российских музыкантов.
Одним из известных учеников Пясецкого стал победитель XI Международного конкурса имени П. И. Чайковского, Народный артист Российской Федерации, Лауреат Государственных премий Российской Федерации, Президент Благотворительного фонда «Новые имена» — Денис Мацуев.
Ученики Валерия Пясецкого более 130 раз становились лауреатами международных и всероссийских конкурсов: «Евровидения», Международного юношеского конкурса имени П. И. Чайковского, Международного конкурса Владимира Крайнева, где дважды даже завоёвывали Гран-при, конкурса имени Ф. Шопена, телевизионного конкурса канала «Культура» «Щелкунчик», а также обладателями Гран-при конкурса "Юный музыкант телеканала «Культура» и многих других.
Среди выдающихся учеников Пясецкого также лауреат III премии XV Международного конкурса имени П. И. Чайковского Даниил Харитонов, победитель конкурса молодых музыкантов «Евровидение» Иван Бессонов, победитель Международного конкурса пианистов имени Ф. Бузони в Больцано Динара Клинтон, победитель I Международного конкурса имени С. Нейгауза А. Аристов, победитель IV Международного конкурса пианистов имени С. В. Рахманинова в Москве и победитель IX Международного конкурса молодых пианистов памяти В. Горовица в Киеве А. Синчук.
Валерий Пясецкий являлся членом жюри многих конкурсов, таких как «Grand Piano Competition», «Astana Piano Passion», Международного юношеского конкурса имени П. И. Чайковского и других.
5 апреля 2016 года Приказом Министра культуры Российской Федерации Владимира Мединского Валерий Пясецкий был назначен директором Центральной музыкальной школы при Московской государственной консерватории имени П. И. Чайковского.
В 2019 году по инициативе Валерия Пясецкого, а также учредителя Образовательного Фонда «Талант и успех» С. П. Ролдугина и при поддержке Руководителя Образовательного центра «Сириус» Еленой Шмелёвой был учрежден ежегодный Всероссийский конкурс молодых музыкантов «Созвездие». Гранд-финал конкурса транслировался по телеканалу «Россия-Культура».

## Признание
- Заслуженный артист Российской Федерации (5 июня 2000 года) — за заслуги в области искусства[1]
- Орден «За заслуги в культуре и искусстве» (2 мая 2024 года) — за большой вклад в развитие отечественной культуры и искусства, многолетнюю плодотворную деятельность[2]